# Rice (Texas)
Rice város az USA Texas államában, Navarro megyében. Lakosainak száma 1203 fő (2020. április 1.).

## Népesség
A település népességének változása:
| Lakosok száma | 798  | 923  | 1203 |
|               | 2000 | 2010 | 2020 |